# 荻原郁夫
荻原 郁夫（おぎはら いくお、1954年5月16日 - ）は、日本の実業家。元アルペンスキー選手。選手時代は山本郁夫名義で活動していた。

## 来歴・人物
群馬県吾妻郡草津町出身。実父は草津町議会議員を務めた山本雅雄。実弟は前橋市長や群馬県議会議員を務めた山本龍。
オリンピック出場を目指し、スキーの名門である野沢温泉村立野沢温泉中学校、長野県白馬高等学校を経て明治大学に進学。
高校、大学、社会人を通じてアルペンスキー選手として活動し、全日本スキー連盟のナショナルチームに所属。冬季国民体育大会や全日本スキー選手権、ワールドカップ、1974年アルペンスキー世界選手権（スイス・サンモリッツ）といった主要大会に出場するなど、主にヨーロッパを転戦する選手生活を送る。
スキーの縁で日本楽器製造に入社。日本楽器で夫人と出逢い結婚と共に荻原家に婿入りした。杏林薬品を経て、杏林製薬に入社。
1998年に同社社長に就任した後は、持ち株会社制への移行、東京証券取引所1部上場などを果たした。実現には至らなかったが、帝人との事業統合を模索し、上場前の2003年には医療医薬品事業の統合を発表したが、3ヶ月後に破談を発表した。
2008年4月に自身の健康上の理由により、杏林製薬社長を退任した。

## 略歴
- 1977年 - 明治大学政治経済学部卒業、日本楽器製造入社
- 1980年 - 杏林薬品入社
- 1981年 - 杏林製薬入社、同社取締役就任
- 1990年 - 常務取締役就任
- 1992年 - 専務取締役就任
- 1995年 - 取締役副社長就任
- 1998年 - 代表取締役社長就任
- 2008年 - 代表取締役社長退任[5]

## 参考リンク
- 2人のおやじ 2つのゴルフ 日経BPエグゼクティブゴルフ